# Sabine Hofmann
Sabine Hofmann (* 1. August 1961) ist eine deutsche Journalistin und Chefredakteurin, derzeit bei den Frauenzeitschriften Myself und Donna.
Hofmann promovierte in Kommunikationswissenschaft und begann ihre journalistische Karriere beim ORF und BR. Sie arbeitete später für die Zeitschrift Freundin und die deutsche Ausgabe der Marie Claire, wo sie 1997 zur Textchefin und später zum Chefredaktionsmitglied aufstieg. Zum Anfang des Jahres 2000 wechselte sie als Chefredakteurin zur Zeitschrift Zuhause Wohnen im Jahreszeiten Verlag. Zum Anfang 2002 übernahm sie den gleichen Posten bei der Für Sie. Ende 2004 trat sie zurück und wurde zur ersten Chefredakteurin der neu gestarteten Frauenzeitschrift Myself bei Condé Nast Germany, die zum ersten Mal im August 2005 erschien. Nachdem die Funke Mediengruppe erst die Myself und dann die Donna übernommen hatte, wurde Hofmann Leiterin der neu eingerichteten Gemeinschaftsredaktion.